# Poecilopharis bimaculata
Poecilopharis bimaculata är en skalbaggsart som beskrevs av Paul Norbert Schürhoff 1935. Poecilopharis bimaculata ingår i släktet Poecilopharis och familjen Cetoniidae. Inga underarter finns listade i Catalogue of Life.